# Guebenhouse
Guebenhouse település Franciaországban, Moselle megyében. Lakosainak száma 415 fő (2022. január 1.). Guebenhouse Diebling, Ernestviller, Hundling, Loupershouse, Metzing és Puttelange-aux-Lacs községekkel határos.

## Népesség
A település népességének változása:
| Lakosok száma | 318  | 410  | 414  | 426  | 404  | 416  | 426  | 411  | 404  | 415  |
|               | 1968 | 1982 | 1990 | 2006 | 2013 | 2015 | 2017 | 2019 | 2020 | 2022 |